# Mičurinsk
Mičurinsk (rusky Мичуринск) je město v Tambovské oblasti Ruské federace. Při sčítání lidu v roce 2010 mělo bezmála sto tisíc obyvatel.

## Poloha
Mičurinsk leží na pravém břehu Lesní Voroněže v Ocko-donské nížině, v západní části Tambovské oblasti. Je nejbližším městem od soutoku Lesní Voroněže s Polní Voroněží ležícímu přibližně deset kilometrů na jihozápad od středu města; tímto soutokem vzniká Voroněž.
Od Tambova, správního střediska oblasti, je Mičurinsk vzdálen 67 kilometrů na západ, od Moskvy, hlavního města federace, 400 kilometrů na jihovýchod. Nejbližší města jsou Čaplygin 52 kilometrů na severozápad a Grjazi 57 kilometrů na jihozápad, přičemž obě už leží v sousední Lipecké oblasti.

### Doprava
Mičurinsk je železničním uzlem, vedou odsud tratě na Tambov, Lipeck a Rjazaň.

## Dějiny
Mičurinsk byl založen v roce 1636 jako pevnost s názvem Kozlov (Козлов) na ochranu proti krymským Tatarům.
Městem se stal v roce 1779, kdy už byl jeho vojenský význam zanedbatelný, neboť hranice ruského impéria se posunuly daleko na jih.
V roce 1932 byl Kozlov přejmenován k poctě významného ruského šlechtitele Ivana Vladimiroviče Mičurina.

### Rodáci
- Alexandr Michajlovič Gerasimov (1881–1963), malíř
- Georges Wellers (1905–1991), francouzský biochemik
- Vladimir Michajlovič Zeldin (* 1915), herec